# ネヴェナ・ボジョヴィッチ
ネヴェナ・ボジョヴィッチ（セルビア語: Невена Божовић / Nevena Božović セルビア・クロアチア語発音: [nɛ̌ʋɛna bɔ̂ʒɔʋitɕ]、1994年6月15日 - ）は、セルビアの歌手である。ユーゴスラビア連邦共和国（コソボ・メトヒヤ自治州）、コソヴスカ・ミトロヴィツァ / ミトロヴィツァ生まれのセルビア人である。
オランダ・ロッテルダムで開催されたジュニア・ユーロビジョン・ソング・コンテスト2007にセルビア代表として出場し、「Piši mi」を歌った。ユーロビジョン・ソング・コンテスト2013ではミルナ・ラドゥロヴィッチ、サラ・ヨヴァノヴィッチとともに「モイェ3」名義でセルビア代表を務め、「Ljubav je svuda」を歌い、ユーロビジョン・ソング・コンテスト2019ではソロでセルビア代表を務め、「Kruna」を歌う。2013年は準決勝敗退で終わったものの、2019年は決勝進出を果たした。ボジョヴィッチは史上初めて、ジュニア・ユーロビジョン・ソング・コンテストとユーロビジョン・ソング・コンテストの両方に出場した歌手である。

## 出自
コソボ・メトヒヤ自治州（コソボ）北部の都市・コソヴスカ・ミトロヴィツァ / ミトロヴィツァに生まれ、幼少期を過ごす。その後ベオグラードに移り、ベオグラード芸術大学に通う。

## キャリア
2007年のジュニア・ユーロビジョン・ソング・コンテストのセルビア代表選考「Izbor za dečju pesmu Evrovizije」に挑み、優勝を果たしたことにより、オランダ・ロッテルダムで開催されるジュニア・ユーロビジョン・ソング・コンテスト2007のセルビア代表となった。2007年12月8日、「Piši mi」はコンテストで3位に入賞し、ジュニア・ユーロビジョン・ソング・コンテストではセルビア史上最高順位をマークした。
2009年、モンテネグロの音楽祭スンチャネ・スカレに出場して「Ti」を歌う。
2012年、音楽タレント・オーディション番組『ザ・ヴォイス』のセルビア版『プルヴィ・グラス・スルビイェ』（Prvi glas Srbije）に出場、半年近くにわたって課題をこなして決勝進出を果たすが、最終的にミルナ・ラドゥロヴィッチに敗れて2位となった。このイベントで優勝したミルナ・ラドゥロヴィッチ、3位であったサラ・ヨヴァノヴィッチと組んで「モイェ3」名義でユーロビジョン・ソング・コンテスト2013のセルビア代表選考に挑み、優勝したことにより、セルビア代表に選出された。モイェ3は2013年5月にスウェーデン・マルメで開催されるユーロビジョン・ソング・コンテスト2013にて、セルビア代表として代表曲「Ljubav je Svuda」を歌う。